# スパイラル・アライヴ
『スパイラル・アライヴ』は、原作：城平京・作画：水野英多の漫画作品で、『スパイラル 〜推理の絆〜』の外伝的作品。『月刊ガンガンWING』にて隔月連載されていたが、休載を経て『月刊少年ガンガン』2006年9月号より連載再開し、2008年6月号まで連載された。
『月刊ガンガンWING』連載時においては恋に暴走する一般人の少女、関口伊万里が主人公であり、ラブコメディを意識した作風だった。しかし、『月刊少年ガンガン』における連載再開にあたって『〜推理の絆〜』に登場したブレード・チルドレン、浅月香介と高町亮子の2人に焦点が当てられ、作風もラブコメ色は薄くなり、『〜推理の絆〜』と共通するサイコスリラーになった。時系列は『〜推理の絆〜』の約2年前に当たる。
本編が終了してからの連載再開となったため、本編でのキャラクターも登場し、なおかつ、ストーリーの整合性をとっている。また、清隆の素顔での登場やブレード・チルドレンについての発言など、本編が終了したことにより、多くのネタバレが解除されている。本作のラストは本編の冒頭部分にそのまま繋がる。

## あらすじ
高校2年生の関口伊万里は、同じ高校の沢村史郎に一目惚れするがふられてしまう。その後、沢村史郎は自主退学し行方をくらますが、沢村の恋人だった雨苗雪音が連続殺人事件を引き起こし、伊万里もその事件「オルゴール連続殺人事件」に巻き込まれることになる。殺された6人は中学3年生であり、全員が「ブレード・チルドレン」と呼ばれる、将来殺人鬼となる可能性のある特殊な境遇の少年少女だった。雨苗が現場にオルゴールを残したことにより、あっけなく彼女は逮捕される。だが、雨苗は動機を話そうとしなかった。
雨苗は、7歳の時に、姉妹のように育ったブレード・チルドレン「シャーロット」に両親を殺され、その時自身も重傷を負っていた。そして、雨苗は、13人のブレード・チルドレンの名簿『ミカナギファイル』を遺産として受け継いでいた。どこにあるかわからないそのファイルを手に入れるため、警視庁の刑事、鳴海清隆が介入する。彼は雨苗を一時的に解放するとともに、自身の協力者の浅月香介に、伊万里と協力して事件の真相を究明するように指示した。
雨苗の目的は9年前の事件を引き起こすきっかけを作ったシェフィールド博士に復讐することにあった。シェフィールド博士もまたブレードチルドレンによって引き起こされる災厄を未然に防ぐため、『ミカナギファイル』を手に入れようとしていた。そして、9年前、シェフィールドは雨苗夫妻からファイルを奪おうとしたが反撃にあって失敗し、雨苗夫妻と本物の雨苗雪音を殺してしまっていた。シャーロットによって引き起こされた殺人事件というのは実際には起こっていず、現在の雨苗雪音の正体は両親に逃されたシャーロットだった。『ミカナギファイル』は雨苗の記憶の中にしか存在せず、雨苗は彼を殺した後に自殺することで、復讐を果たそうとしていたのだった。
しかし、浅月香介の説得で雨苗は彼にミカナギファイルを託す。そして、自殺しようとするが、伊万里の呼びかけと夢の中の雪音の指示で生き返り、昏睡状態のまま入院する。
後日、清隆はブレード・チルドレンに関するある計画を遂行するため失踪する事を決め、弟の鳴海歩に「ブレード・チルドレンの謎を追う。まどかにも伝えてくれ」と電話で伝えるのであった。

## 登場人物

### 主要人物
関口 伊万里（せきぐち いまり）
物語初期の主人公。16歳の高校2年生。沢村に一目惚れするがふられてしまう。連続殺人事件の犯人とされた雨苗の無実を主張する。基本的に粗野な口調で、物騒な発言が多い。
沢村 史郎（さわむら しろう）
16歳。伊万里と同じ高校に在籍していたが、自主退学する。雨苗雪音と付き合っていて、彼女が失踪した後はその所在を追う。かつて誘拐犯に人質とされ、その誘拐犯が鳴海清隆の教唆で自殺したことが心に影を落としている。
雨苗 雪音（あまなえ ゆきね）
伊万里と同じ高校に在籍していた。沢村史郎の恋人。中学3年生のブレード・チルドレンを次々と殺害する。7歳の時ブレードチルドレンに両親を殺された。その時自身も重傷を負った。3勢力の管理から外された13人のブレード・チルドレンの個人情報が載っている『ミカナギファイル』を相続する。現在の雨苗雪音の正体は死んだとされていたブレード・チルドレンのシャーロットである。本物の雪音はシェフィールドの雨苗家襲撃の際に殺されていた。本物の雨苗雪音は伊万里に酷似した性格をしており、口調も男性的で、容姿もどことなく似通った部分がある。
浅月 香介 (あさづき こうすけ)
物語中盤以降（連載再開後）の主人公で、ブレード・チルドレンの一人。鳴海清隆にオルゴール連続殺人事件の解決を指示される。
高町 亮子 (たかまち りょうこ)
ブレード・チルドレンの一人。浅月香介の幼なじみ。雨苗雪音を家に居候させる。

### 鳴海清隆とその関係者
鳴海 清隆 (なるみ きよたか)
警視庁の刑事。浅月香介らブレード・チルドレンを使って『ミカナギファイル』を手に入れようとする。
鳴海 まどか（なるみ まどか）
警視庁の刑事。鳴海清隆の妻で、旧姓は「羽丘」。
斉木 享 （さいき とおる）
警視庁の刑事。鳴海清隆に反感をもつ。
竹内 理緒 (たけうち りお)
ブレード・チルドレンの一人。鳴海清隆にオルゴール連続殺人事件の解決を指示される。
土屋キリエ (つちや キリエ)
鳴海清隆の部下である女性。

### 関口伊万里の関係者
萌黄（もえき）
伊万里のクラスメイトで親友、良き相談相手。冷静な性格で、男性的に話す。情報通。
茜（あかね）
伊万里のクラスメイトで親友、良き相談相手。少し控え目な性格で、口調も穏やか。

### その他
シェフィールド博士
「ブレード・チルドレン」を殺そうとするハンター。雨苗夫妻と共にイザベル教授の門下生だった。
雨苗に強力な自白剤を打たせ『ミカナギファイル』の居場所を吐かせようとした。鳴海清隆に電話をし協力を要請している。
かつて雨苗夫妻が御巫教授から『ミカナギファイル』を託されたことを知り、配下の者と雨苗家を襲撃するも返り討ちに遭い、自らも重傷を負った。
シャーロット
ブレード・チルドレンの一人。雨苗家に引き取られていた。
事件が起こる以前は雨苗と姉妹のように仲良しだった。なにかの弾みでスイッチが入り雨苗夫妻を刺殺し、雨苗にも瀕死の重傷を負わせた。その時、雨苗の父親に首を折られ死亡したとされる。だがその死体は雨苗夫婦によって偽造された本物の雨苗雪音であり、本物のシャーロットと入れ替わった。
雨苗夫妻
夫は外科医・妻は精神科医で御巫教授の門下生だった。
ブレード・チルドレン計画破綻後、罪滅ぼしと病弱な娘の遊び相手としてシャーロットを引き取り、我が子のように接していた。
御巫教授に『ミカナギファイル』を託されたことによりシェフィールドに狙われ、自宅襲撃時には予想だにしない反撃をシェフィールド一向に浴びせた。このとき、娘たちを逃がすことができず、雪音をシェフィールドの部下に殺されてしまった。シャーロットを守るために雪音に偽装して逃し、自らも命を絶った。
自分たちの死後も身を守れるように『ミカナギファイル』をシャーロットへ暗記させた。
イザベル御巫（いざべる みかなぎ）
教授。『ミカナギファイル』の製作者。すでに自殺している。ブレード・チルドレンを自ら管理しようとする目的で、『ミカナギファイル』を製作した。

## 既刊一覧
- 第1巻：ISBN 4757506740
- 第2巻：ISBN 4757519486
- 第3巻：ISBN 9784757521148
- 第4巻：ISBN 9784757522213
- 第5巻：ISBN 9784757523555